# Icaria Planum

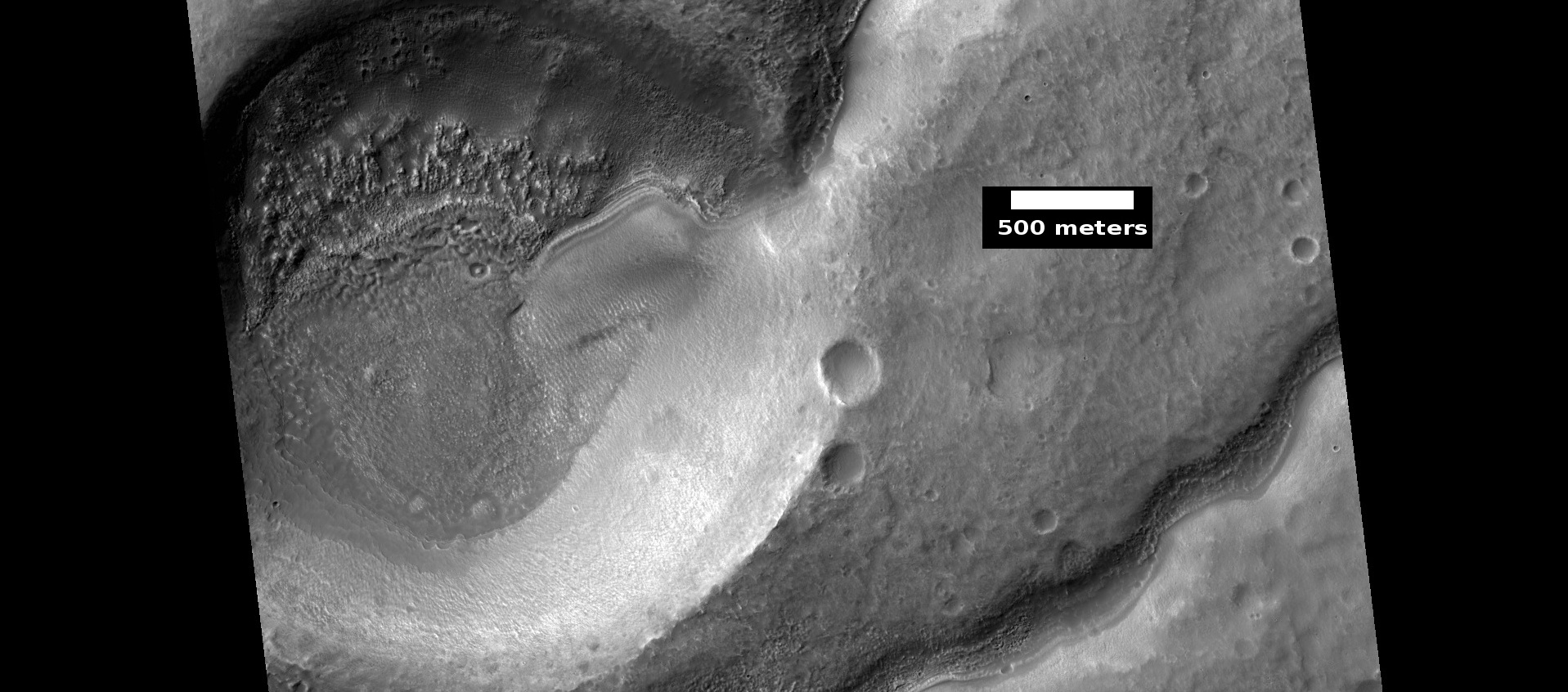
Un cratère et un des nombreux canaux avoisinant, vu par HiRISE lors du programme HiWish (photo prise à partir d'Icaria Planum).

Icaria Planum, anciennement Bathys Planum, est une étendue plane élevée (planum) située dans l'hémisphère sud de la planète Mars.